# Davis Phinney
Davis Phinney (Boulder, 10 de julho de 1959) foi um ciclista estadounidense, profissional durante a década de 1980 e década de 1990, que conseguiu mais de 300 vitórias. É pai de Taylor Phinney também ciclista profissional.
Phinney foi o primeiro ciclista estadounidense que, correndo para uma equipa nacional, ganhou uma etapa no Tour de France, na edição de 1986, e é junto a Armstrong e LeMond o único que tem ganhado mais de uma etapa. Em seu palmarés, além de outra etapa do Tour de 1987, figura um campeonato nacional de fundo em estrada e uma medalha de bronze na prova de contrarrelógio por equipas nos Jogos Olímpicos de Verão de 1984.
Depois da sua retirada do ciclismo profissional, manteve-se unido ao desporto como comentarista e jornalista.
Phinney foi diagnosticado como doente de Parkinson. O mesmo ciclista, criou uma fundação para destinar fundos à investigação relativa a esta doença.

## Palmarés
1984
- 3º no Contrarrelógio por Equipas dos Jogos Olímpicos de Los Angeles.

1985
- 3 etapas da Coors Classic.

1986
- 1 etapa do Tour de France.
- 3 etapas da Coors Classic.
- Redlands Bicycle Classic, mais 2 etapas.

1987
- 1 etapa do Tour de França.
- 1 etapa da Coors Classic.

1988
- Coors Classic, mais 3 etapas.
- 1 etapa do Tour da Romandia.

1990
- 1 etapa da Redlands Bicycle Classic.

1991
- Campeonato dos Estados Unidos.
- Fitchburg Longsjo Classic, mais 1 etapa.
- 1 etapa do Tour DuPont.

1993
- Fitchburg Longsjo Classic, mais 1 etapa

## Equipas
- 7-Eleven (1985–1990)
- Coors Light (1991–1993)